# Elisa Loncón
Elisa Loncón (Traiguén, 23 de janeiro de 1963), foi a presidente da Convenção Constitucional do Chile, onde foi redigida a nova constituição do país para substituir a constituição escrita durante a ditadura de Pinochet. Loncón também é linguista e ativista de direitos humanos com foco na defesa da identidade, direitos culturais e linguísticos do povo mapuche e dos povos originários do Chile. Atualmente, Loncón é considerada uma das cem pessoas mais influentes do mundo, pela revista Time. É uma das 100 Mulheres da lista da BBC de 2021.

## Biografia

### Vida pessoal
Loncón nasceu em 23 de janeiro de 1963, em uma comunidade indígina Mapuche chamada Lefweluan, em Traiguén, no sul do Chile. Filha de Margarita Antileo Reiman e Juan Alberto Loncón Huaiquimil e possui seis irmãos. Durante e ditadura civil-militar, sua família foi perseguida por causa do avô materno, Ricardo Antileo, liderar a recuperação da terra no final dos anos 60.
Loncón frequentou a escola primária e secundária em Traiguén. Andava oito quilômetros em estrada de terra para chegar à escola. Formou-se professora de inglês na Universidade de La Frontera, em La Araucanía. Fez pós-graduação no Instituto de Estudos Sociais de Haia, na Holanda, e na Universidade de Regina, no Canadá. Formou-se também em linguística pela Universidade Autónoma Metropolitana, em Iztapalapa, no México. Fez doutorado em humanidades pela Universidade de Leiden, na Holanda, e doutorado em literatura pela Pontifícia Universidade Católica do Chile.

### Vida política e profissional
Quando universitária, Loncón participava da luta contra a ditadura em organizações estudantis de esquerda e mapuches e, em 1983, foi colocada como estudante condicional da universidade, por participar das mobilizações estudantis.
Loncón é professora linguística na Universidade de La Frontera, professora com foco em pesquisa sobre o ensino de Mapudungun, no Departamento de Educação da Universidade de Santiago do Chile, professora adjunta da Faculdade de Letras e pesquisadora do Centro de Estudos Indígenas e Interculturais (CIIR) da Pontifícia Universidade Católica Universidade do Chile.
Loncón fazia parte do Conselho de Todas as Terras e foi assessora da Coordenação Geral de Educação Intercultural Bilíngue do Ministério da Educação Pública SEP, no México. No dia 4 de julho de 2021, Loncón foi eleita presidente  da Convenção Constitucional do Chile com 96 dos 155 votos, cargo que ocupou até 5 de janeiro de 2022.

### Prêmios
- TIME100 - As 100 pessoas mais influentes no mundo[2]
- Prêmio Internacional René Cassin de Direitos Humanos[1]
- É uma das 100 Mulheres da lista da BBC de 2021.[4]